# Herbert Runge
Herbert Runge (Elberfeld, 23 gennaio 1913 – Wuppertal, 11 marzo 1986) è stato un pugile tedesco.

## Palmarès

### Olimpiadi
- Oro a Berlino 1936 nei pesi massimi.

### Europei - Dilettanti
- Argento a Budapest 1934 nei pesi massimi.
- Argento a Milano 1937 nei pesi massimi.
- Bronzo a Dublino 1939 nei pesi massimi.